# Portapaz de San Isidoro de León
El portapaz de San Isidoro de León es un objeto propio de la liturgia cristiana, catalogado dentro de las artes suntuarias del románico leonés de los primeros años del siglo XII. Es obra mixta de orfebrería y eboraria, de pequeño tamaño (13 cm), realizada por los talleres reales de León. Se conserva en el museo de la Colegiata de San Isidoro de León (España).

## Descripción
El trabajo de orfebrería y marfil está realizado sobre una plancha de madera en forma de almendra o mandorla. Sobre la madera se extiende otra placa de plata dorada con adornos de filigrana en cuyo centro está sobrepuesto el relieve de marfil. En este relieve aparece la figura de Cristo en Majestad (Maiestas Domini), sentado, con nimbo cruciforme rodeando la cabeza. Con su mano izquierda sostiene el Libro de la Vida, mientras que la derecha (que le falta) estaría en posición de bendecir, según costumbre en esta iconografía. Su rostro mira al frente y sus ojos están hechos con azabache, al estilo de los talleres de León cuyas figuras siempre llevaban así los ojos. Ver foto
Las piernas están extremadamente separadas mientras que los pies se juntan bastante, hecho que recuerda una cierta influencia bizantina. Es en definitiva una iconografía propia del románico de estos años, que aparece tanto en pintura mural, libros litúrgicos y esculturas de capiteles y portadas. La figura va vestida con una túnica y recubierta por un manto con abundantes pliegues. La túnica lleva una franja con adorno de perlas y con un botón en el centro del escote.
Esta obra románica fue estudiada por Ambrosio de Morales. Al describirla decía que se trataba de un relicario, a juzgar por la inscripción que tiene en el dorso en la que se definen los restos sagrados contenidos dentro.